# Велика Садова вулиця (Ростов-на-Дону)
Велика Садова вулиця (рос. Большая Садовая) — центральна вулиця Ростова-на-Дону, одна з найстаріших і найгарніших вулиць міста.

## Історія
З 1862-го по 1896 роки на перетині вул. Великий Садової та Миколаївського провулка (нині — провулок Семашко) знаходилась будівля Гайрабетовського театру.
На Великій Садовій знаходяться такі визначні пам'ятки як Міський будинок, музичний театр, Будинок Чернової, ЦУМ. Також на Великій Садовій розміщені такі важливі адміністративні установи як міська, обласна адміністрації та адміністрація повноважного представника президента Російської Федерації у Південному федеральному окрузі.

## Примітні споруди
Прибутковий будинок А. З. Аргутинського-Долгорукова — особняк кінця XIX століття, виконаний у стилі модерн.

Фотогалерея
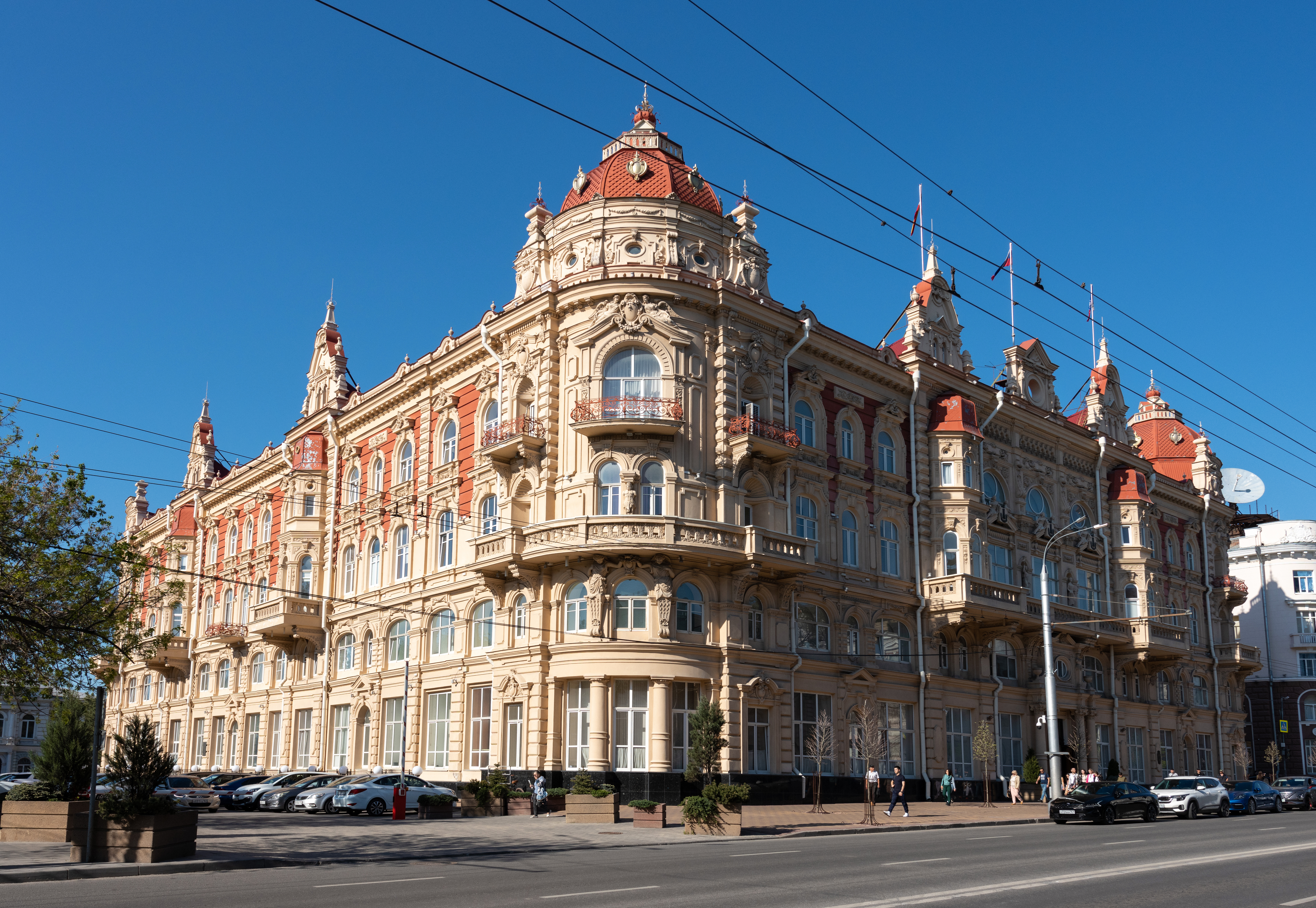
Колишня міська Дума, сьогодні мерія Ростова-на-Дону
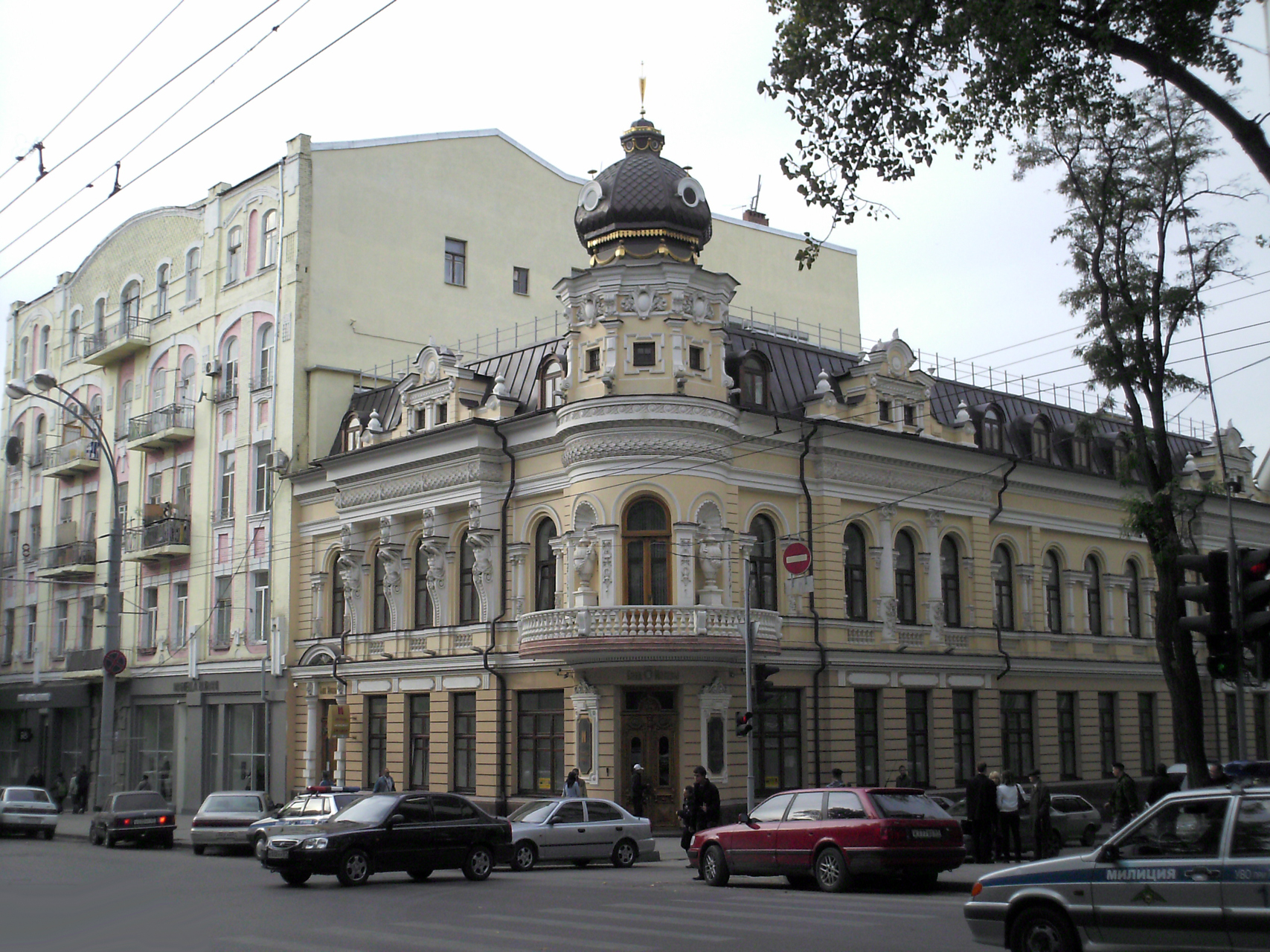
Будинок Маргарити Чернової
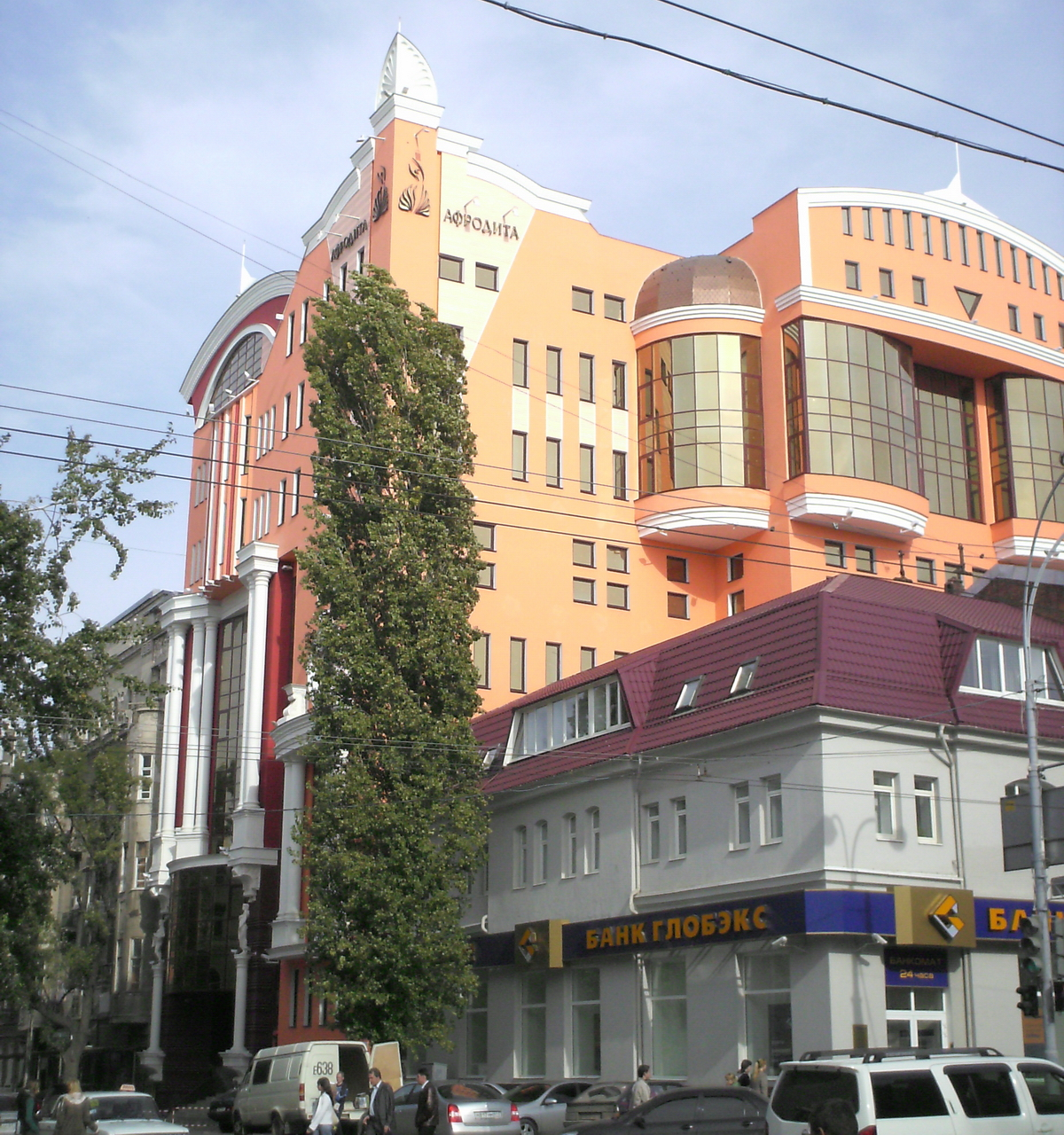
Магазин тканин «Афродіта»
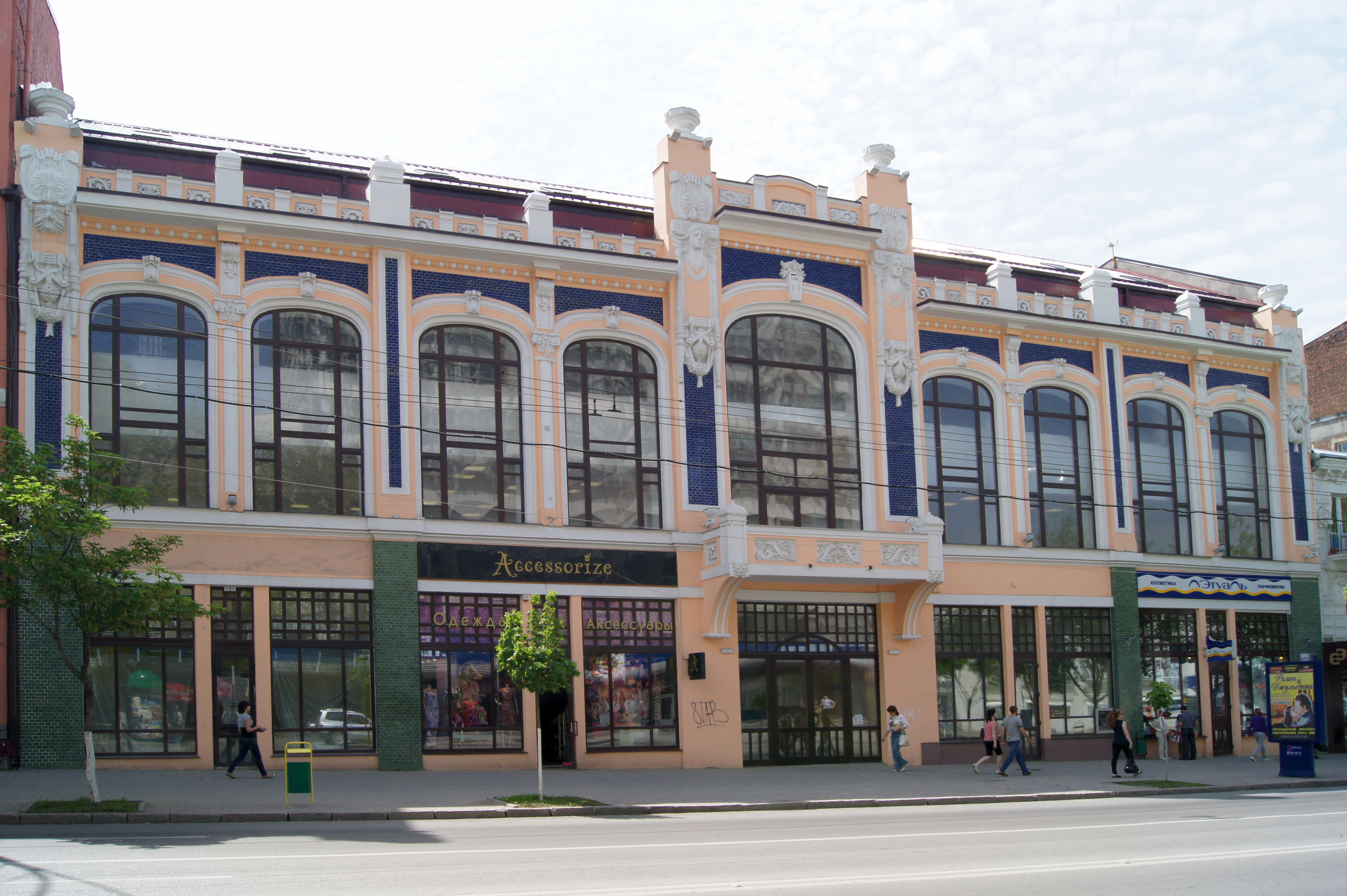
Велика Садова
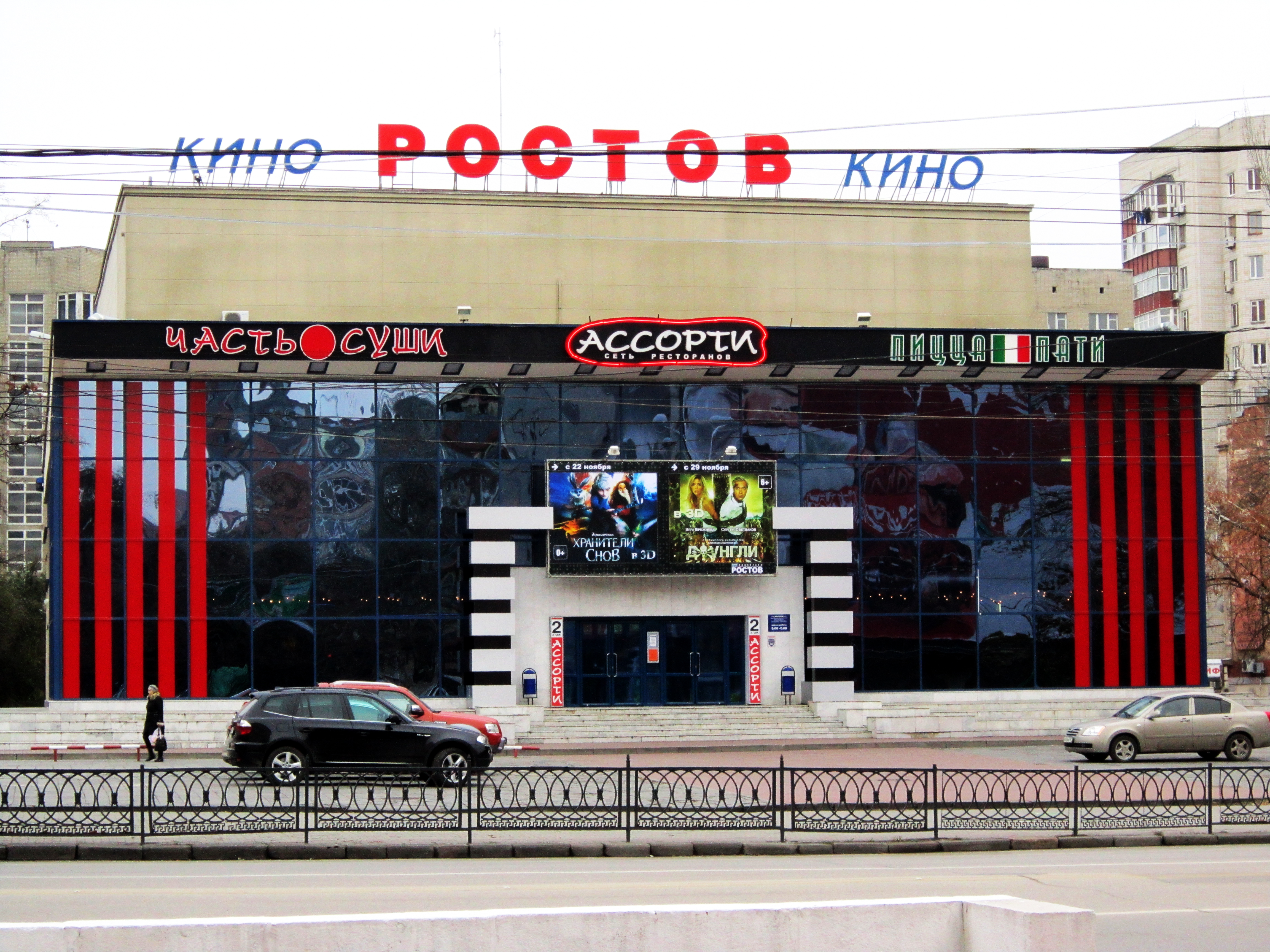
Кінотеатр «Ростов»